# Maurice Huet
Maurice Huet, född 1 december 1918 i Paris, död 8 juni 1991 i Tours, var en fransk fäktare.
Huet blev olympisk guldmedaljör i värja vid sommarspelen 1948 i London.